# Balai Makam
Balai Makam is een bestuurslaag in het regentschap Bengkalis van de provincie Riau, Indonesië. Balai Makam telt 32.594 inwoners (volkstelling 2010).